# Eurotas (mythologie)
Pour les articles homonymes, voir Eurotas.
Dans la mythologie grecque, Eurotas (en grec ancien Εὐρώτας / Eurốtas) passe pour le fils de Lélex (premier roi de Laconie) ou de Mylès (fils du précédent) selon les auteurs. C'est lui qui aurait donné naissance au fleuve Eurotas en drainant les marécages de la plaine laconienne. 
Certains mythes font également de Taygète la mère d'Eurotas. 
Les mythes lui donnent deux filles :
- Sparta, épouse de Lacédémon[2] qui fondera en son honneur la ville de Sparte[3] ;
- Pitane, nymphe de la source, du puits ou de la fontaine de la ville de Pitane, en Laconie[4].

## Sources
- Pseudo-Apollodore, Bibliothèque [détail des éditions] [lire en ligne] (III, 10, 3).
- Pausanias, Description de la Grèce [détail des éditions] [lire en ligne] (III, 1, 1 ; III, 18, 6).